# Deutzianthus tonkinensis
Deutzianthus tonkinensis är en törelväxtart som beskrevs av François Gagnepain. Deutzianthus tonkinensis ingår i släktet Deutzianthus och familjen törelväxter. Inga underarter finns listade i Catalogue of Life.